# Cayo Yonquí
El Cayo Yonquí (también escrito Cayo Yonki o Isla Yonqui) es el nombre que recibe una isla deshabitada de Venezuela que geográficamente forma parte del Archipiélago los Roques en el Mar Caribe y al sur de las Antillas Menores, y administrativamente hace parte del Territorio Insular Francisco de Miranda, una subdivisión de las Dependencias Federales de Venezuela. Se ubica  a 17,3 kilómetros al suroeste de la Isla de Gran Roque, donde se encuentran todos los servicios y el Aeropuerto. Se cree que su nombre proviene de la corrupcion del nombre inglés Young Key. (literalmente cayo joven).
Yonqui es una isla sin población permanente que se encuentra al noroeste del Archipiélago y al norte de la Gran Ensenada de Los Roques también llamada Bajo de los Corrales. Se ubica al sur de Los Canquises, al oeste de Sarqui, Espenqui y Visqui, al este de Cayo Carenero, Cayo Brujusqui y Cayo Remanso y al norte de Isla Larga y Mosquitoqui.
Es un territorio protegido como parte del Parque nacional Los Roques, siendo Yonqui desde 1991 un sector de la Zona de Ambiente Natural Manejado (ANM). Allí es permitido hacer paseos en bote, tomar fotografías y realizar sobrevuelos.
Posee una superficie de 6,74 hectáreas (67,373.99 m²) y un perímetro de 1,08 kilómetros, con una pequeña laguna interna, y una altura que varia entre los 3 y 5 metros sobre el nivel del mar.